# Кудиркос-Науместис
Куди́ркос-На́уместис (лит. Kudirkos Naumiestis) — город Шакяйского района Мариямпольского уезда Литвы. На 2021 год население города 1381 человек.

## Этимология названии
- Владиславов — по имени короля Речи Посполитой Владислава IV
- Нейштадт-Ширвиндт — по-немецки означает Новый город на Ширвинте
- Науместис — по-литовски означает Новый город (дословно naujas miestas; аналогично Neustadt, Nowe Miasto)
- Кудиркос-Науместис — назван в честь Винцаса Кудирки[2].

## География
Город расположен в месте впадения реки Шервинта в приток Немана реку Шешупе на границе с Калининградской областью Российской Федерации, в 25 км от города Шакяй. Через него проходит шоссе 138.

## История
В XIII—XIV веках на территории современного города находился деревянный замок. Впервые упоминается в 1561 году как поселение на границе с Пруссией под именем Duoliebaičiai. В 1639 году переименовывается во Владиславов (пол. Władysławów) в честь короля Речи Посполитой Владислава IV, в составе которой он тогда находился, но название в народе не прижилось. В 1643 году Речь Посполитая наделила Владиславов правами города, сохраняя свое официальное название по 1797 год. Литовцы называли просто Науместис (лит. Naumiestis) или Науяместис (лит. Naujamiestis), или просто Местас (лит. Miestas), то есть просто Город, немцы называли Нойштадт (нем. Neustadt), поляки — Нове Място (пол. Nowe Miasto), но все эти народные названия не были официальными; в документах, в привилеях город назывался Владиславов.
После раздела Речи Посполитой отошёл к Королевству Пруссии. Находясь недолгое время в составе Пруссии (с 1795 по 1815), назывался Нойштадт-Ширвиндт (нем. Neustadt-Schirwindt), что означало Новый город-на-Ширвиндте по названию реки Ширвинты.
Город снова был переименован во Владиславов, когда по итогам Венского конгресса отошел к Царству Польскому, которое в свою очередь вошла в состав Российской Империи. В её составе с 1867 года был уездным городом Сувалкской губернии. По данным переписи 1897 года в уездном городе Владиславове проживало 4595 человек.
Во время Первой мировой войны Владиславов, расположенный на самой границе Российской империи, стал ареной ожесточенных боев между русской и германской армией и несколько раз переходил из рук в руки.
После обретения Литвой независимости в 1918 году Владиславов переименовывается в Науместис. В 1919 году Владиславовский уезд отошёл к Литве и был упразднён. С 1934 года город носит название Кудиркос-Науместис в честь композитора, писателя и автора гимна Литвы Винцаса Кудирки, который проживал в нём в 1895—1899 годах, переименование также было предпринято чтобы исключить путаницу с другим Науместисом, (см. Жемайчю-Науместис). До 1940 года в составе независимой Литвы.
В 1940 году вошёл в состав СССР. Во время Второй мировой войны, 22 июня 1941 года, был оставлен Красной Армией в первый же день боёв, а спустя три года, 16 октября 1944 года, в ходе Гумбинненской наступательной операции в город вошли советские войска 3-го Белорусского фронта. В боях за город отличился Герой Советского Союза Алексей Вильдиманов. С июня 1950 до декабря 1959 года являлся центром Науместского района Литовской ССР.
С восстановлением  независимости Литвы в 1990 году снова в составе  Литовской Республики. 30 июня 1993 года был утверждён герб города. С 1995 года является центром Кудиркос-Науместского староства. В 1998 году был открыт музей Винцаса Кудирки.
Во времена Российской Империи в городе находилась духовная семинария. До Второй мировой войны в Кудиркос-Науместис была многочисленная еврейская община. В 1930 году была снесена православная Церковь Святителей Московских.

## Население
| жителей | 4 595 | 3 067 | 2 574 | 2 486 | 2 090 | 2 061 | 1 997 | 1 732 | 1381 |

| Год  | Численность | Численность |
| ---- | ----------- | ----------- |
| 2001 | 2006        | [ 8 ]       |
| 2002 | 1973        | [ 8 ]       |
| 2003 | 1966        | [ 8 ]       |
| 2004 | 1935        | [ 8 ]       |
| 2005 | 1901        | [ 8 ]       |
| 2006 | 1869        | [ 8 ]       |
| 2007 | 1844        | [ 8 ]       |
| 2008 | 1819        | [ 8 ]       |
| 2009 | 1821        | [ 8 ]       |
| 2010 | 1780        | [ 8 ]       |
| 2011 | 1745        | [ 8 ]       |
| 2012 | 1707        | [ 8 ]       |
| 2013 | 1666        | [ 8 ]       |
| 2014 | 1640        | [ 8 ]       |
| 2015 | 1621        | [ 8 ]       |
| 2016 | 1592        | [ 8 ]       |
| 2017 | 1564        | [ 9 ]       |
| 2018 | 1513        | [ 10 ]      |
| 2019 | 1473        | [ 8 ]       |
| 2020 | 1444        | [ 8 ]       |
| 2021 | 1381        | [ 8 ]       |
| 2022 | 1365        | [ 8 ]       |
| 2023 | 1329        | [ 8 ]       |

## Экономика
Льнообрабатывающий завод. Пивоваренный завод. В районе Кудиркос-Науместис выявлено месторождение нефти.

## Известные жители
- Винцас Кудирка — литовский композитор, врач, прозаик, критик, публицист, переводчик, поэт, автор литовского государственного гимна «Национальная песнь», врач по образованию.
- Герман Бернштайн — журналист и писатель
- Регина Восилюте — литовский режиссёр и сценарист
- Макс Бэнд - художник
- Олекас, Юозас Ионович (1912 — после 1985 года) — советский военный деятель, организатор и участник партизанского движения в Великой Отечественной войне.
- Олекас, Пранас Ионович (1914-1965) — советский хозяйственный и политический деятель.

## Достопримечательности
- Костёл Обретения Святого Креста (Švento Kryžiaus Atradimo bažnyčia) построен в 1783 году.
- В городе располагается старое еврейское кладбище.
- Три воинских захоронения[12].
- Памятник писателю В. Кудирке работы скульптора В. Грибаса, установлен 1934 году.
- Городской музей.
- Памятник Витовту Великому (1931).

## Галерея

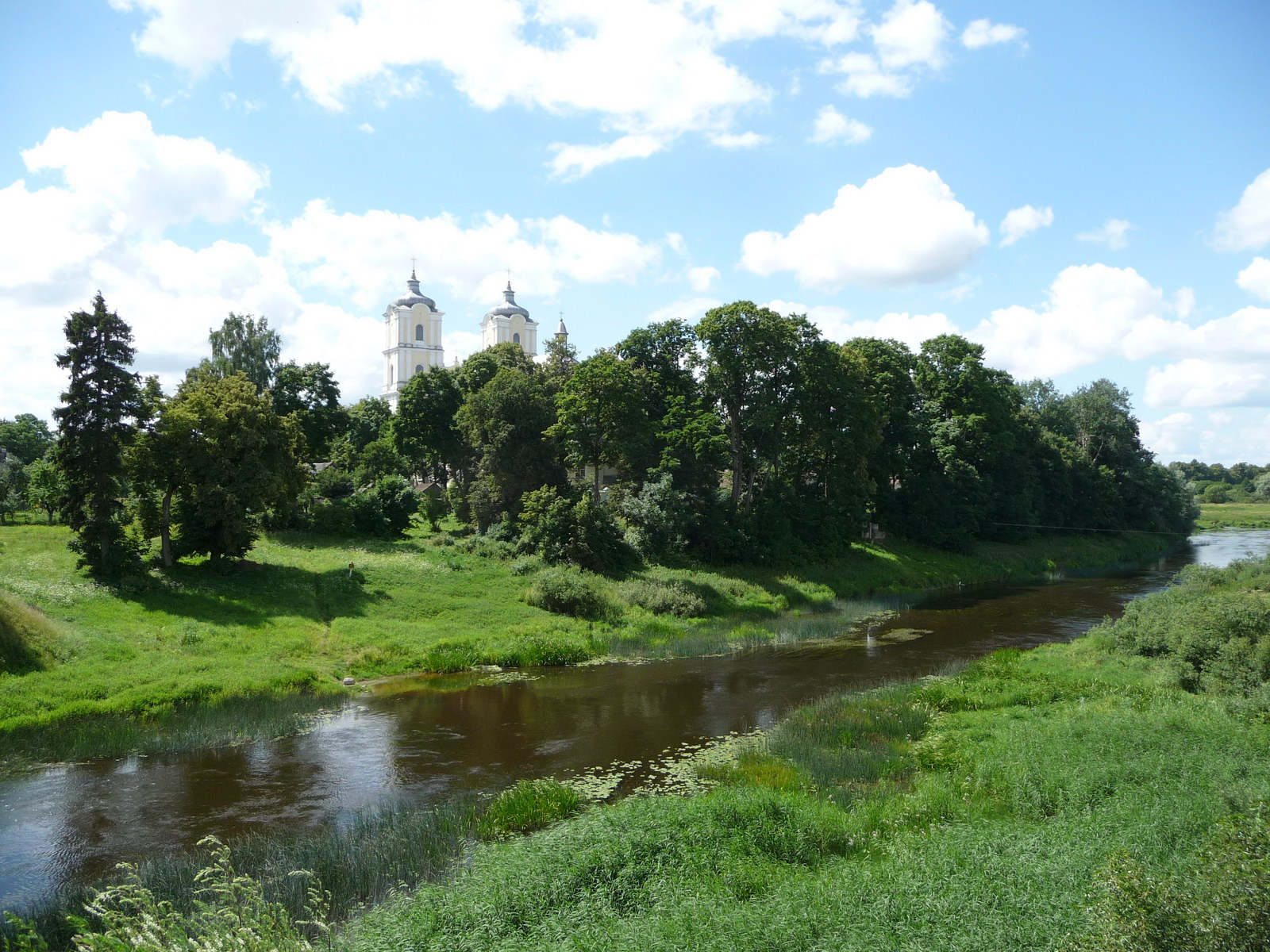
Река Шешупе в Кудрикосе
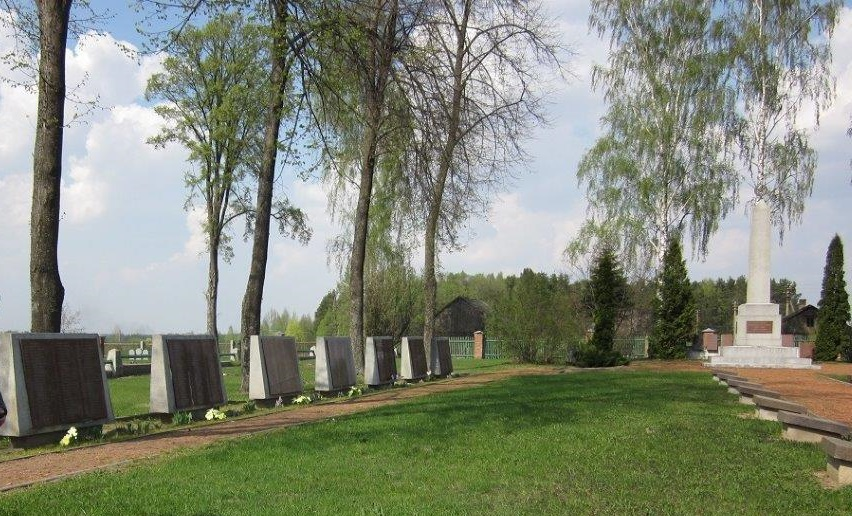
Захоронение советских солдатов и обелиск
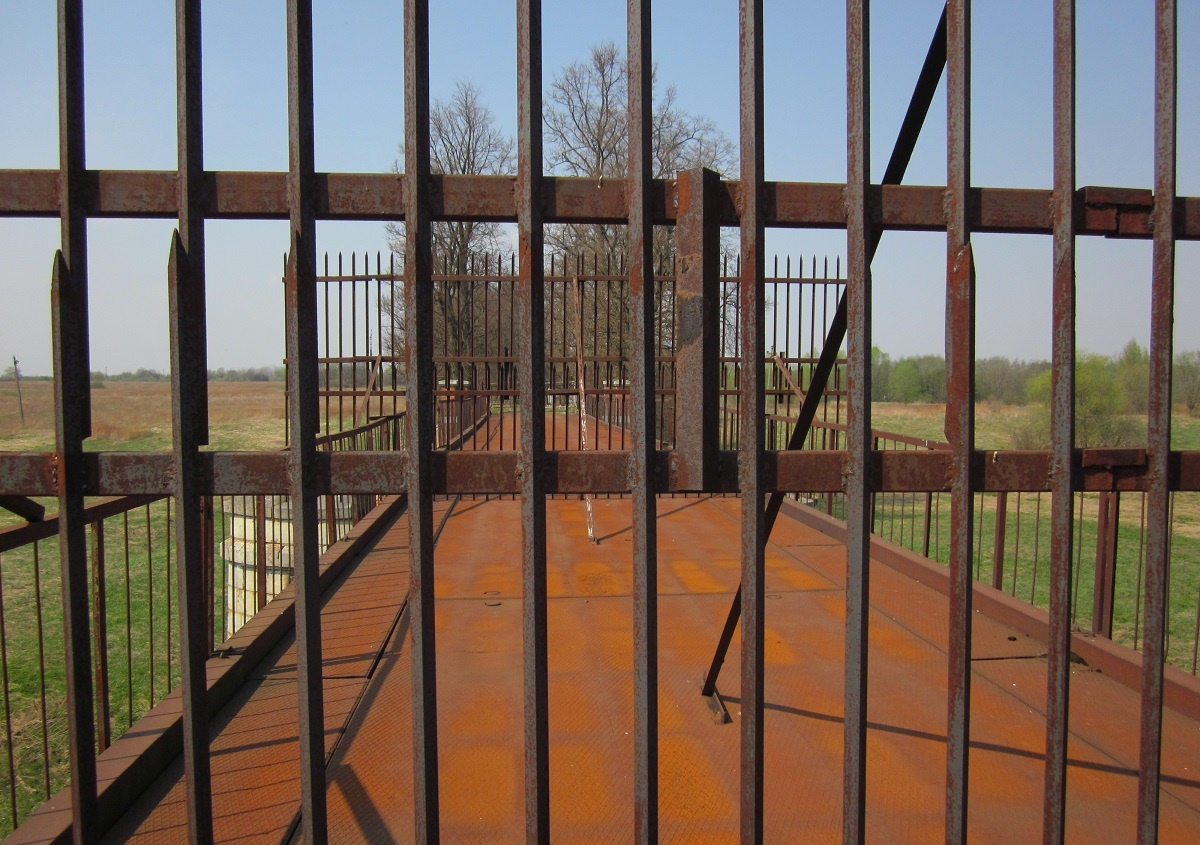
Мост через границу в Кутузово
Скульпуры в саду Пранас Седеревичюс
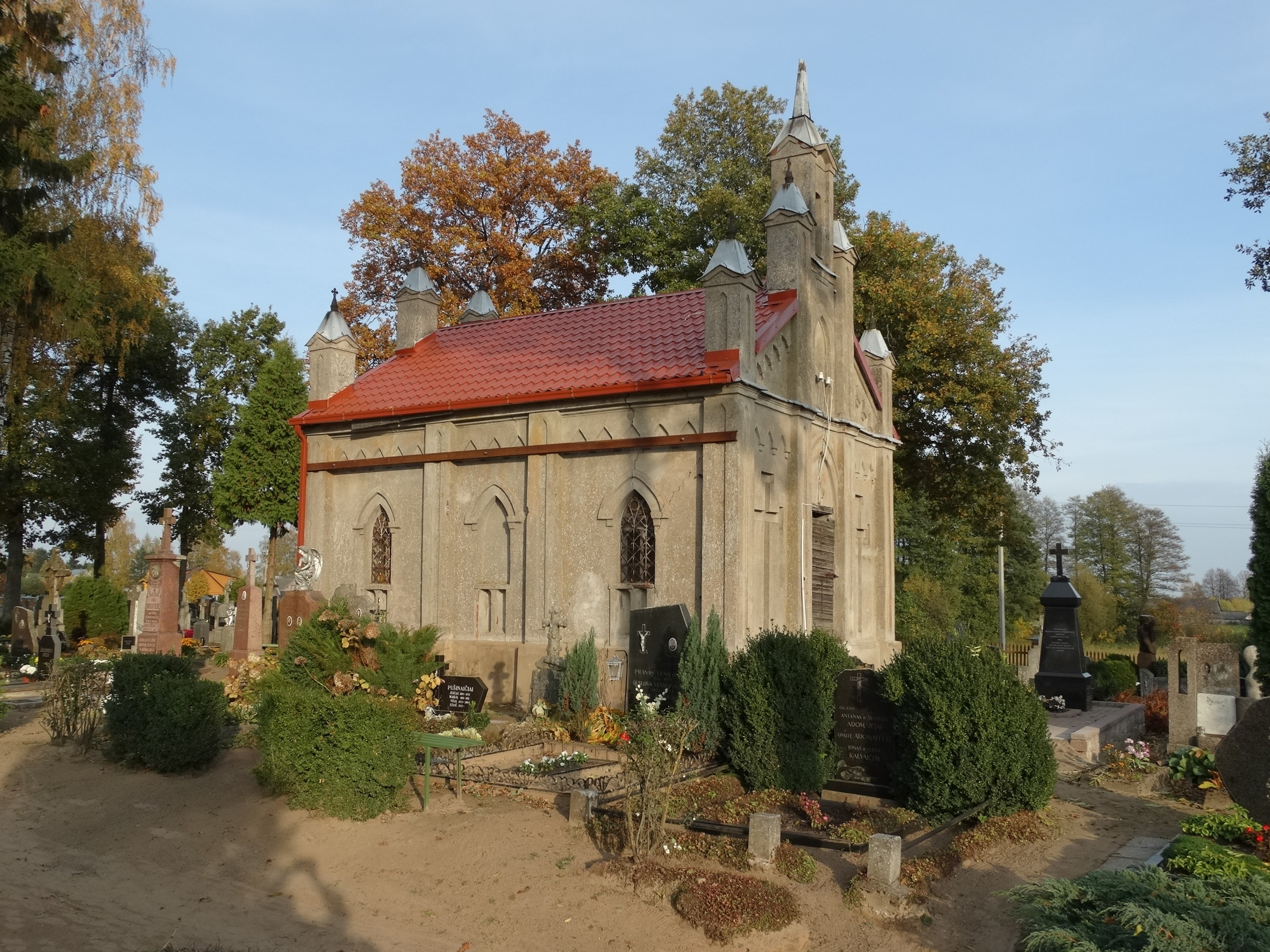
Часовня
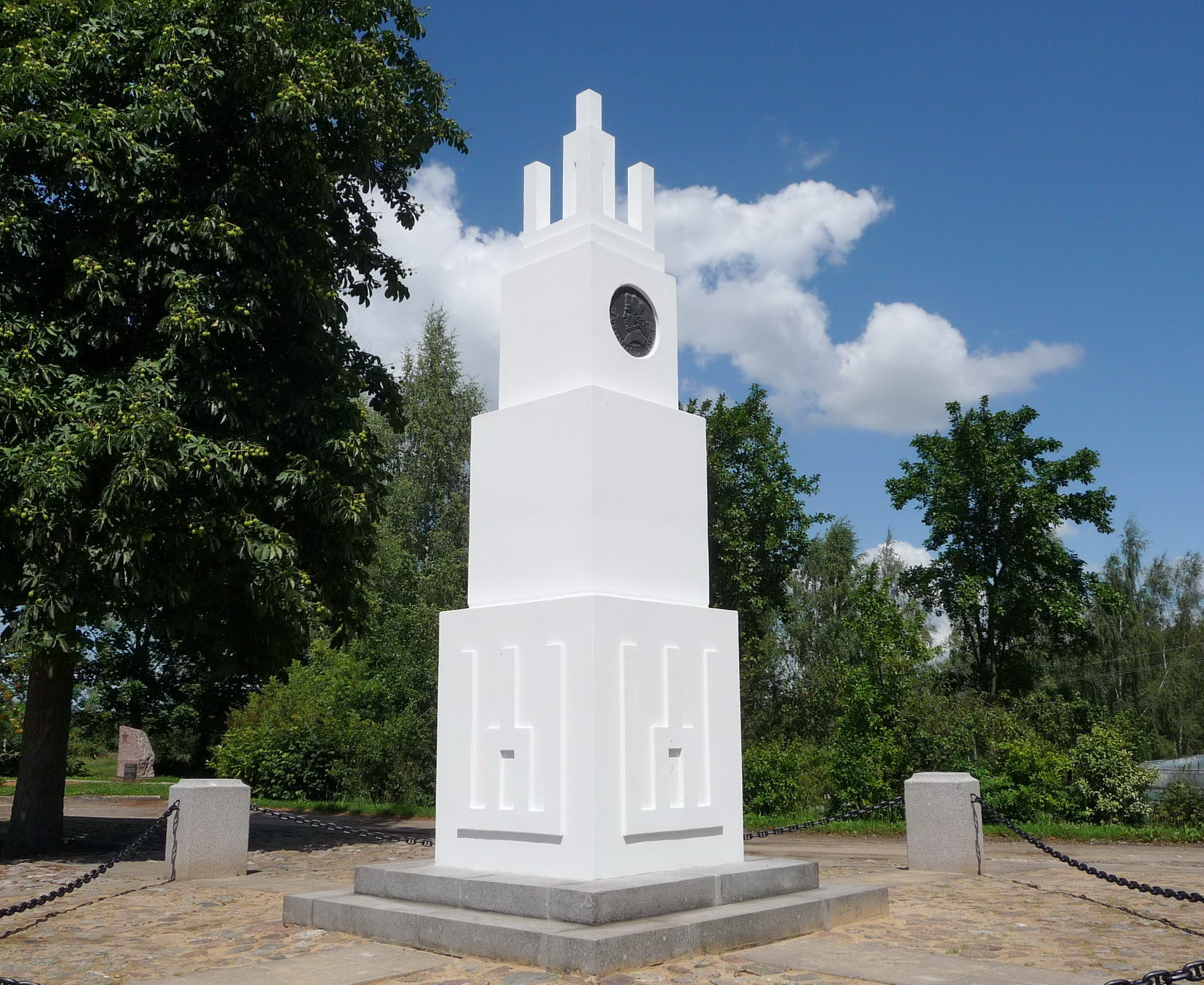
Памятник Витовту Великому
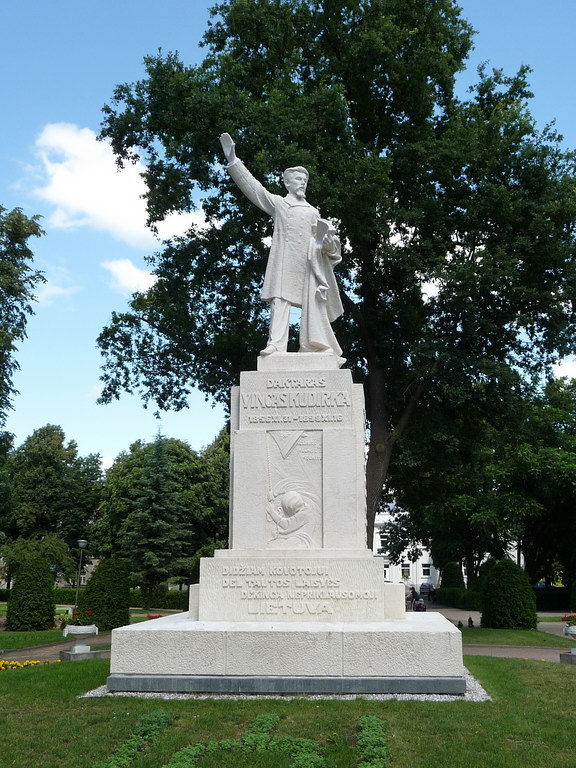
Памятник Винцасу Кудирке
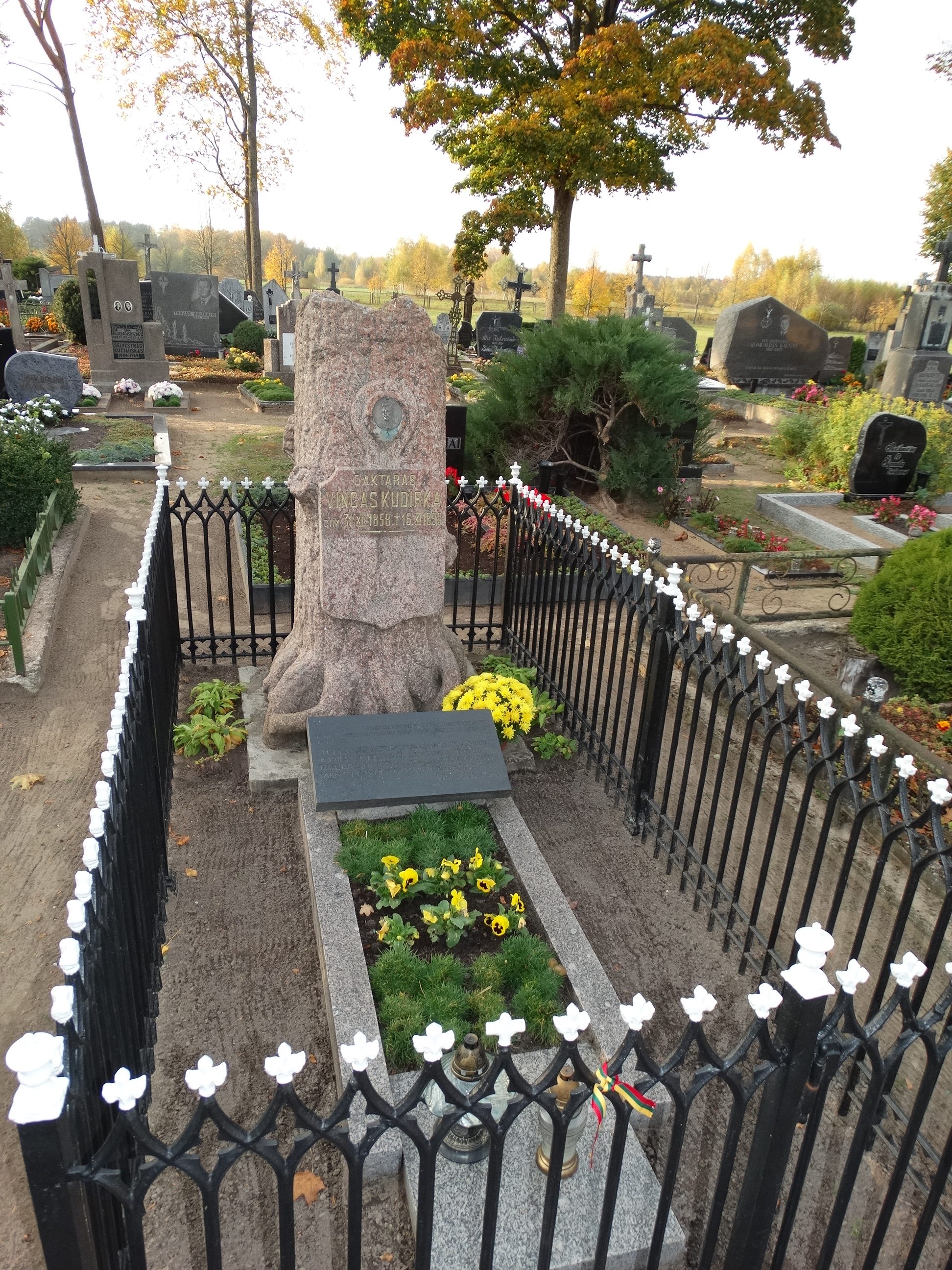
Могила Винцаса Кудирки